# Première république de Nouvelle-Grenade
Guerre d'indépendance de la Colombie
Batailles
m
Première république (1810-1815)
- Bajo Palacé
- Magdalena
- Admirable
- Guerre Civile
- Nariño dans le Sud
- Río Palo
- Tolú

Reconquête espagnole (1815-1819)
- Carthagène des Indes
- Cachirí
- Cuchilla del Tambo
- La Plata
- Régime de terreur

Campagne libératrice (1819)
- Paya
- Passage des Andes
- Corrales
- Gámeza
- Pantano de Vargas
- Boyacá

Grande Colombie (1819-1824)
- Campagne fluviale et navale
- Campagne de Pasto

La Première république de Nouvelle-Grenade, également connu sous le nom de la Patria Boba (littéralement « patrie stupide » ou « ingénue »), est la période de l'histoire de la Colombie comprise entre les déclarations d'indépendance de 1810 et l'entrée des royalistes à Santa Fe de Bogotá durant la reconquête espagnole en 1816. Cette période est caractérisée par l'instabilité politique et par de nombreuses guerres régionales et civiles dans une nation en formation et en développement.

## Histoire

### Contexte

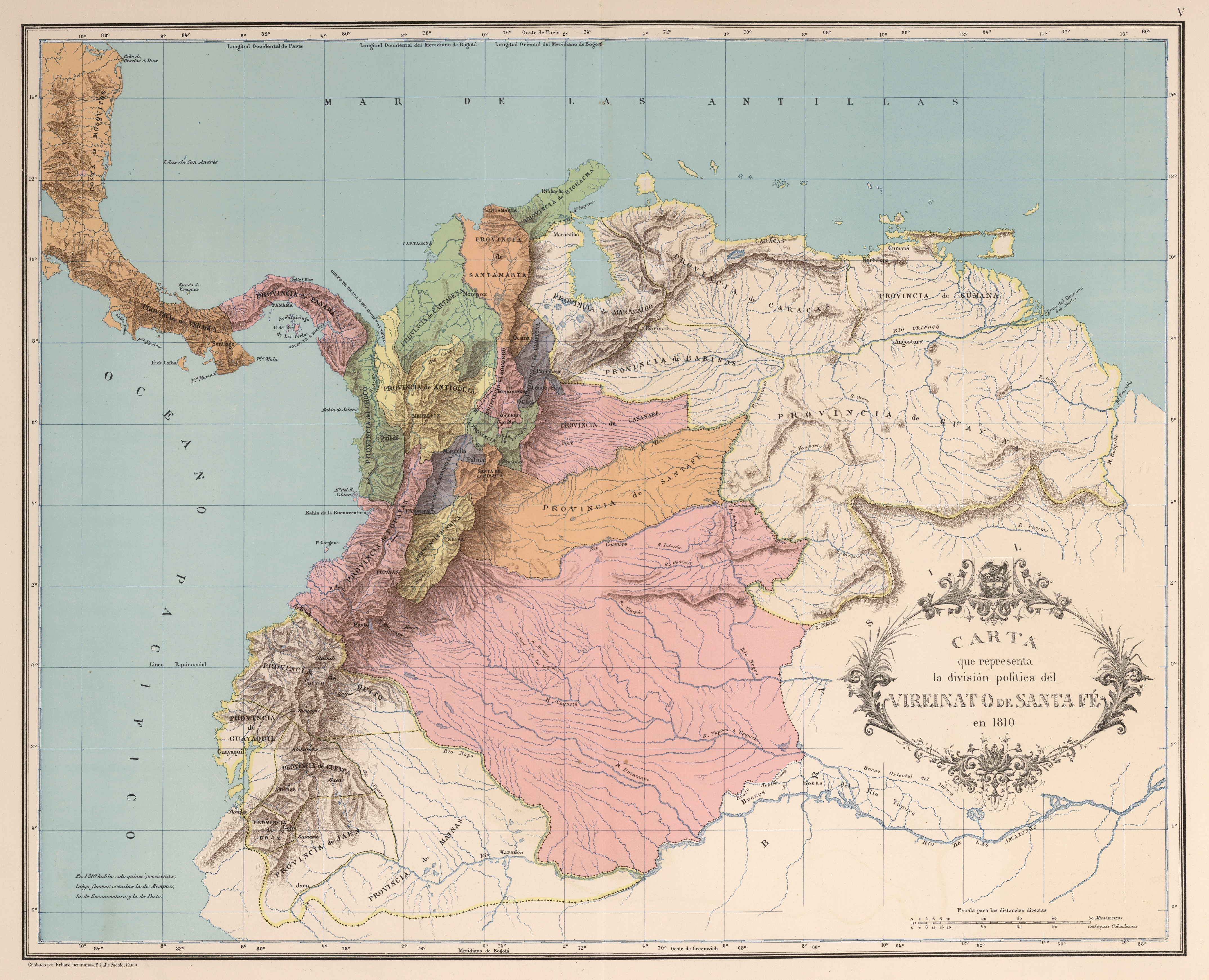
La Nouvelle-Grenade en 1810.

Au début du XIXe siècle, les guerres napoléoniennes font rage en Europe. En 1805, l'Espagne, alliée de l'Empire français, subit la rude défaite de Trafalgar et, privée de flotte, perd tout contact avec ses colonies. En 1807, le Portugal refusant d'appliquer le blocus continental, Napoléon décide d'envoyer ses troupes dans la péninsule, officiellement pour envahir le Portugal qui représente une faille notable dans son dispositif destiné à asphyxier l'Angleterre. L'invasion française déstabilise la Couronne espagnole, provoquant une guerre de succession entre Charles IV et son fils Ferdinand en 1808. L'empereur français en profite pour nommer son frère Joseph Bonaparte sur le trône. À la suite de cette nomination, le peuple de Madrid se soulève contre l'occupant français le 2 mai 1808. Durement réprimé, ce soulèvement inspire d'autres villes de la péninsule et embrase l'Espagne, marquant le point de départ de la guerre d'indépendance espagnole.
La captivité du roi d'Espagne Ferdinand VII au château de Valençay pose aux Espagnols la question de la représentation qui doit remplir le vide laissé par l'absence du roi. Suivant des traditions remontant aux Habsbourgs, la souveraineté est donnée par Dieu aux Pueblos qui la transfèrent au roi au travers d'un pacte. En l'absence du roi, les Pueblos sont donc supposés récupérer cette souveraineté. C'est par cette fiction que chaque cité-capitale d'Espagne, et même parfois des villes secondaires, peut proclamer un gouvernement et se constituer en junte pour combattre l'invasion.
Toutefois, une Junte Centrale s'avère nécessaire pour coordonner à la fois la lutte contre les Français et le gouvernement civil. Ce sera celle de Séville. C'est alors que se pose la question épineuse de la représentation des différentes juntes péninsulaires et américaines. La junte de Séville propose 36 députés à la péninsule et 9 à l'Amérique, ce qui est jugé inacceptable par ces derniers. Peu à peu, la situation militaire devient intenable pour les Espagnols. La Junte Centrale est dissoute peu avant l'occupation de la ville par les Français en janvier 1810. Elle laisse place à une Régence de cinq membres installée sur l'île de León, au large de Cadix, bientôt elle aussi dissoute.

### Constitution des juntes

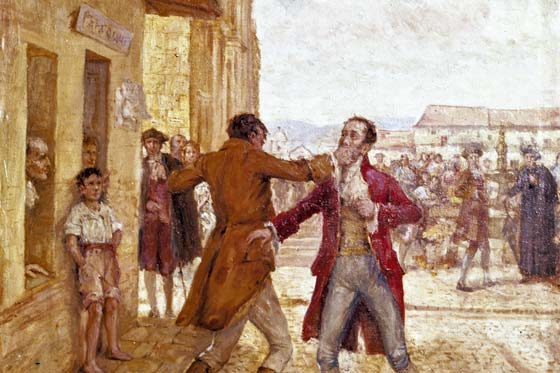
Affrontement de Santamaria et Llorente au coin nord-est de la Plaza de Bolívar, point de départ de l'instauration de la junte de Bogota.

Jusqu'à la dissolution de la Régence de Cadix, les cités américaines n'ont pas bougé à l'exception de Quito qui a établi une junte le 10 août 1809, rapidement mise au pas par les vice-rois de Nouvelle-Grenade et du Pérou. Toutefois, la menace de défaite totale des Espagnols de la péninsule les pousse elles aussi à se constituer en juntes. Caracas, où le capitaine général est déposé, montre l'exemple le 19 avril 1810, suivi par Buenos Aires le 25 mai.
En Nouvelle-Grenade, la première junte est établie à Carthagène des Indes le 14 juin 1810, suivie par Cali le 3 juillet, Pamplona le 4, Socorro le 11, Mompox le 6 août 1810, Chocó le 31 août 1810. C'est le 20 juillet 1810, à la suite de l'épisode du florero de Llorente, que les habitants de Bogota instaurent leur propre junte.
Bien que considéré par l'historiographie colombienne comme le point de départ de la lutte pour l'indépendance et que ce jour du 20 juillet soit décrété fête nationale, il n'est en réalité nullement question d'indépendance. La loyauté des différentes juntes à l'égard de Ferdinand est exemplaire, même si l'aspiration à l’auto-gouvernement est ancienne. Le vice-roi Antonio José Amar y Borbón conserve même l'autorité suprême de premier délégué du roi en présidant la junte de Bogota avant d'être accusé de trahison au profit de Joseph Bonaparte et exilé.

### Indépendances

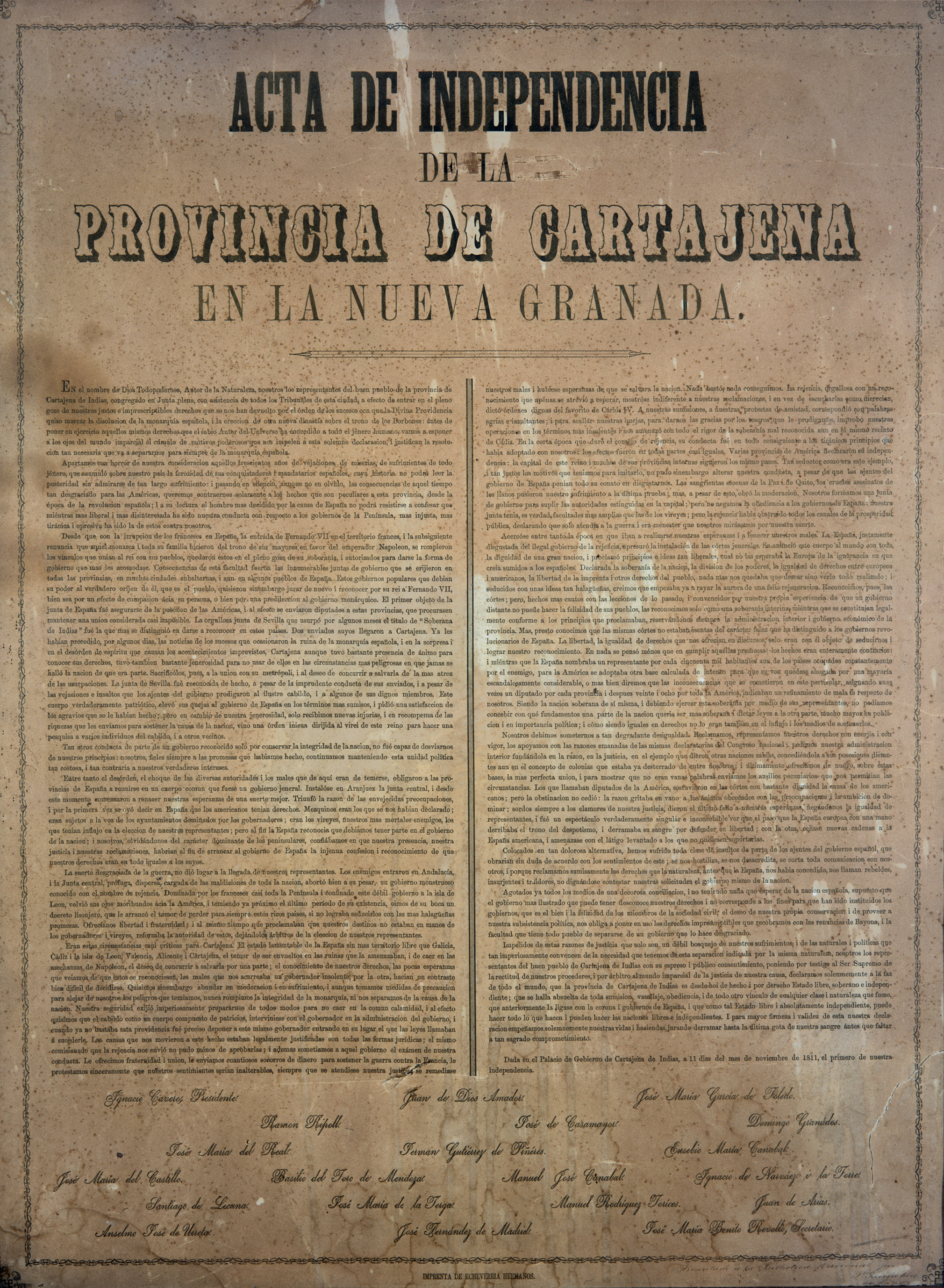
Acte d'indépendance de la province de Carthagène, 11 novembre 1811.

La question de la représentation reste cependant une question délicate entre l'Amérique et la péninsule tout au long des années 1810 et 1811. Les Américains demandent toujours le même traitement que les péninsulaires dans la représentation à la Junte Centrale. 
Ces demandes, finalement discutées en février 1811, sont rejetées par les Espagnols, qui ne comprennent pas l'insistance des Américains à vouloir être traités en égaux et estiment avoir affaire à des rebelles. Cette incompréhension, que les Américains prennent pour du mépris, les pousse peu à peu à se radicaliser et, pour la première fois, à rejeter complètement l'autorité espagnole et à revendiquer l'indépendance.
À Bogota, la junte proclame l'indépendance de l'Espagne de l'État libre de Cundinamarca le 4 avril 1811. À Carthagène des Indes l'indépendance de la province est déclarée le 11 novembre 1811. D'autres proclamations se produisent dans tout le pays et aboutissent à l'indépendance de la plupart des provinces de Nouvelle-Grenade : Tunja le 21 novembre 1811, Antioquia le 11 août 1813, Neiva le 8 février 1814 et Mariquita le 22 décembre 1814.
Les provinces de Santa Marta, Riohacha et Popayán restent quant à elles fidèles à la couronne espagnole,.
Les provinces de Panama et de Veragua, bien qu'invitées à participer aux juntes de Quito, Santa Fe ou Carthagène afin d'adhérer au mouvement indépendantiste, refusent et restent loyales à l'Espagne.

### Lutte contre les royalistes

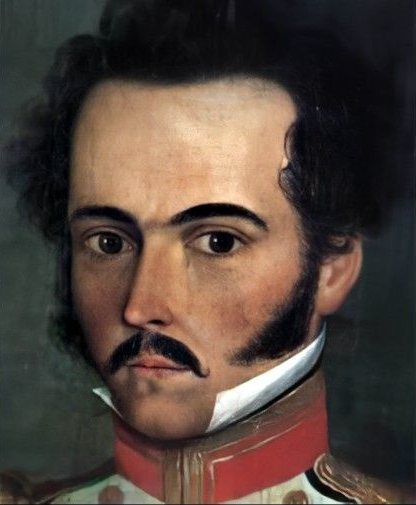
Portrait de Simón Bolívar en 1812.

Au début 1811, les rebelles indépendantistes envoient une expédition dirigée par Antonio Baraya, depuis Cali jusqu'à Popayán, bastion royaliste. Le 25 mars, la troupe campe sur les hauteurs de Piendamó d'où, le lendemain, sont envoyés 190 hommes sous le commandement d'Atanasio Girardot, comme une avant-garde pour surveiller la route, mais Girardot désobéit aux ordres, avance jusqu'au río Cofre et occupe le pont sur le río Palacé. Dans la matinée du 27 mars, Baraya dépêche le commandant Ignacio Torres et le capitaine Miguel Cabal avec 30 cavaliers à la recherche d'auxiliaires envoyés de Neiva. Pendant ce temps, le gouverneur de Popayán, Miguel Tacón y Rosique (es), vicomte de Bayano, marquis de l'Union de Cuba, lieutenant-colonel de l'armée royale et capitaine de la marine, qui dirige les troupes royalistes décide d'attaquer le pont de Palacé. Le lendemain à l'aube, il prend d'assaut l'endroit et force les troupes de Girardot à fuir. Toutefois, Baraya arrive à midi avec le gros des troupes patriotes et des renforts en provenance de Neiva. À la fin de la journée l'endroit est entre les mains des séparatistes alors que Tacón s'échappe avec ses troupes à San Juan de Pasto, qui devient le principal bastion royaliste de Nouvelle-Grenade.
Entre le 23 décembre 1812 et le 10 janvier 1813, le jeune vénézuélien Simón Bolívar, qui s'est mis au service de l'armée de patriotes de Carthagène des Indes après la chute des Provinces-Unies du Venezuela, libère les villes situées sur le cours du río Magdalena lors de la campagne du Magdalena. Cette campagne militaire victorieuse permet la jonction entre les patriotes de Carthagène et ceux de centre du pays et pousse Bolívar à entreprendre une campagne pour libérer le Venezuela.

### Désaccords entre indépendantistes et guerre civile

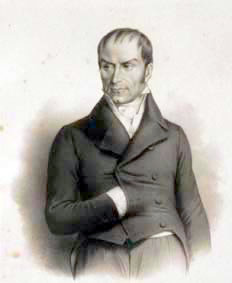
Portrait de Camilo Torres, président du Congrès des Provinces-Unies de Nouvelle-Grenade.

Carte de la Nouvelle-Grenade en 1811. En rouge les provinces fédéralistes, en vert les provinces centralistes, en jaune les provinces royalistes.

Un Congrès des Provinces-Unies se réunit le 27 novembre 1811 à Tunja et adopte l'Acta de la Federación de las Provincias Unidas de Nueva Granada, dont les idéologues sont Camilo Torres et Miguel de Pombo. De tendance fédéraliste, cette constitution promeut le respect et la reconnaissance de l'autonomie et de la souveraineté des provinces, qui se définissent comme égales et indépendantes, autonomes dans leur mode d'administration et la collecte de certains impôts ; les fonctions militaires pour la défense commune et la levée d'impôts pour financer la guerre et les relations internationales sont cédées au Congrès.
À ces idées fédéralistes s'opposent certaines factions centralistes, menées par Antonio Nariño, qui préfèrent un gouvernement central fort, plutôt qu'une alliance de provinces autonomes et faibles,. En raison de ce désaccord, les représentants des provinces de Bogota (appelée Cundinamarca par ses représentants) et du Chocó refusent de signer l'Acte de Fédération.
Le désaccord croissant entre le gouvernement de l'État libre de Cundinamarca, centraliste, et celui des Provinces-Unies, fédéraliste, conduit à un conflit armé qui commence le 2 décembre 1812, date de la première bataille (à Ventaquemada) de la première guerre civile de l'histoire de la Colombie. Nariño, leader du Cundinamarca, après quelques défaites, offre une capitulation assortie de conditions, mais les fédéralistes refusent, souhaitant une reddition inconditionnelle, ce qui prolonge la guerre. Après la défaite des centralistes à Ventaquemada, les fédéralistes avancent vers Santafé de Bogota, mais sont mis en déroute par Nariño le 9 janvier 1813.
Le 30 mai 1813, la guerre entre fédéralistes et centralistes se termine après un dialogue entre Cundinamarca et les Provinces-Unies, chacune représentée par deux délégués. Ceux-ci s'accordent sur la volonté d'indépendance et l'union de leurs forces contre l'ennemi commun, l'Espagne. Le Congrès National nomme Antonio Nariño Comandante Supremo de l'armée pour libérer les provinces du sud.

### Reprise de la lutte contre les royalistes

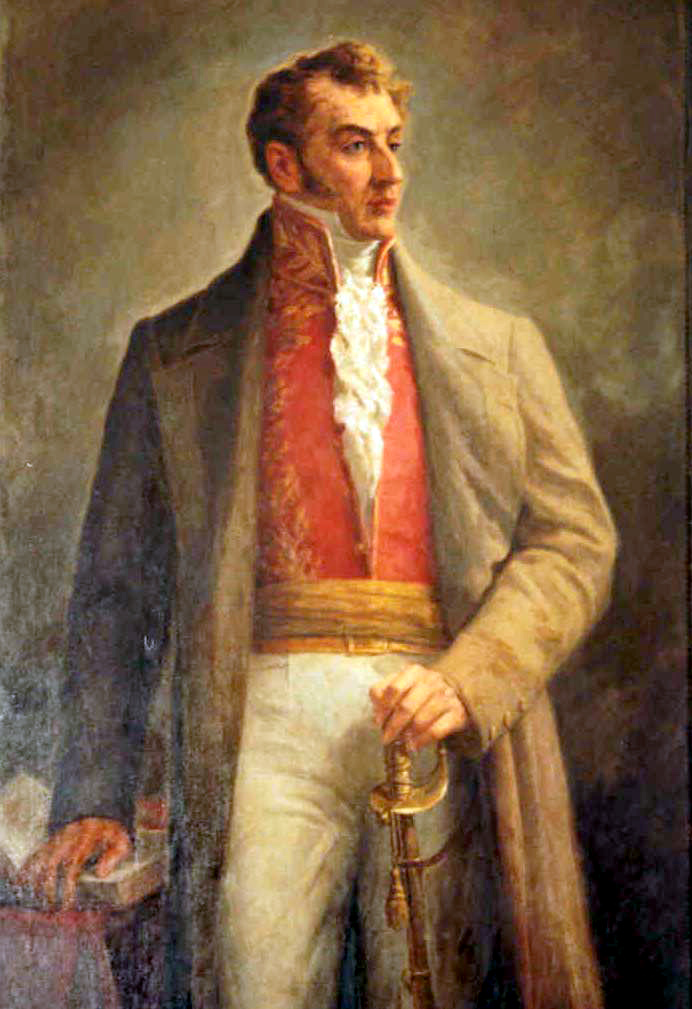
Peinture de Ricardo Acevedo Bernal représentant Antonio Nariño, président de l'État libre de Cundinamarca.

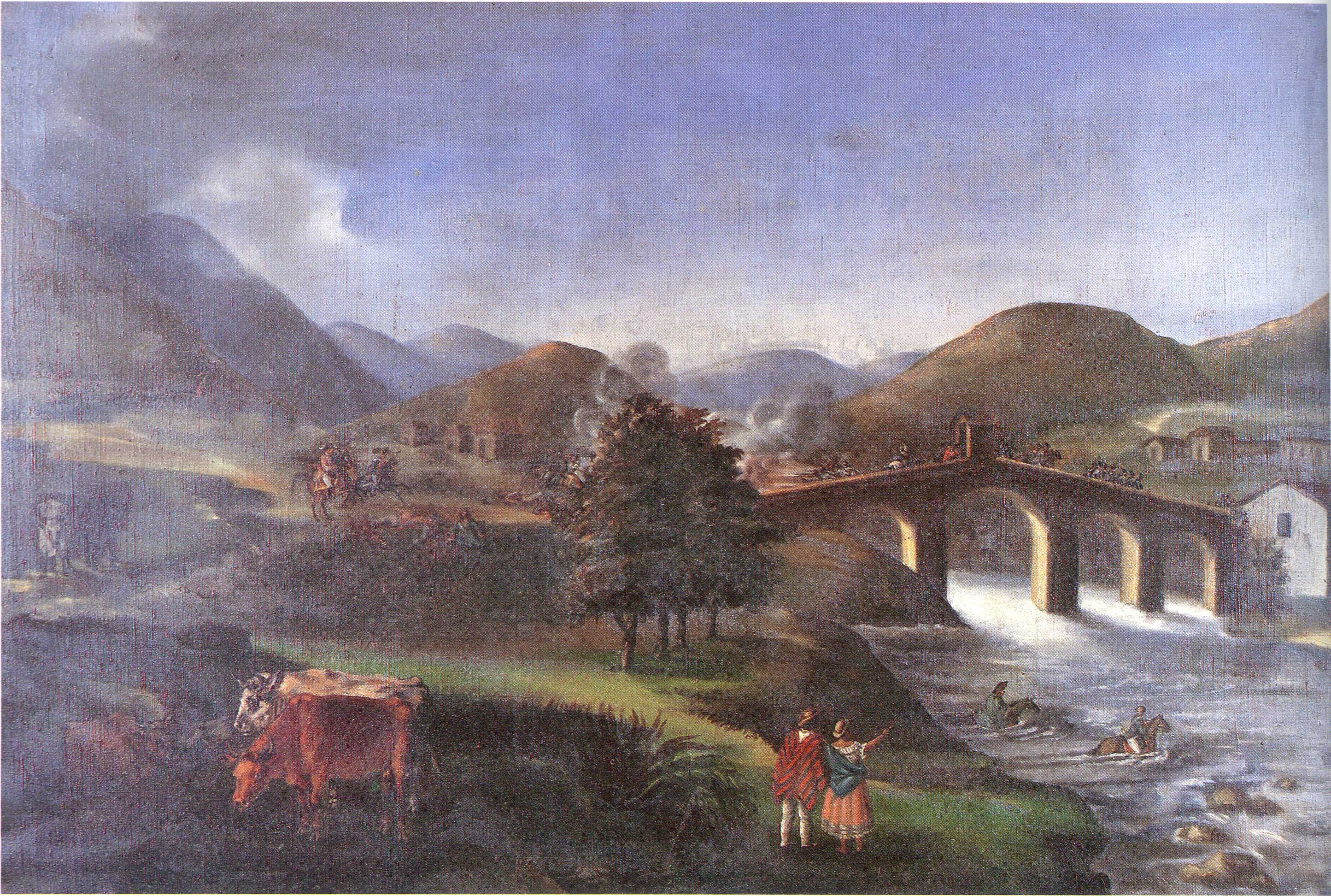
La bataille du Alto Palacé, par José María Espinosa Prieto.

Nariño se met en route avec son armée le 21 septembre 1813. Une semaine après, les troupes arrivent dans la province de Mariquita, où elles reçoivent des renforts sous le commandement de José María Cabal et du français Manuel Roergas Serviez. L'armée indépendantiste marche ensuite jusqu'à la ville de La Plata, où des troupes indigènes se joignent à elle et l'aident à traverser le páramo de Guanacas.
Le 30 décembre 1813, traversant le páramo, une force de trois cents hommes commandée par Cabal défait 700 royalistes à la bataille du Alto Palacé, forçant Sámano à battre en retraite vers  Popayán, abandonnant la ville peu après non sans avoir auparavant incendié le parc d'artillerie qui s'y trouvait. L'abandon des royalistes permet l'occupation de la ville par les troupes de Nariño le lendemain.
Popayán prise par les indépendantiste, Sámano s'enfuit avec les restes de son armée à Pasto, où il est relevé de son commandement sur les ordres du gouverneur de Quito Toribio Montes et remplacé par le lieutenant-général Melchor de Aymerich y Villajuana. Cependant, les royalistes ne peuvent pas être poursuivis par les patriotes, à cause du terrain difficile, du manque de renforts, des attaques de la guérilla pastusa dans la région et la présence de royalistes dans la ville qui peuvent signaler les mouvements de Nariño. Pour cette raison, c'est seulement le 22 mars que les troupes indépendantistes se mettent en route vers Pasto.
Après une pénible marche au cours de laquelle elles doivent faire face au climat rigoureux et aux guérilleros, les troupes de Nariño atteignent le río Juanambú le 12 avril. Elles y affrontent les royalistes au cours de combats qui se prolongent deux semaines, jusqu'à l'ouverture définitive de la route de Pasto le 28 avril. La marche vers le sud continue, ponctuée d'affrontements de plus en plus violents, jusqu'à ce qu'Aymerich soit vaincu le 9 mai 1814 durant la bataille de Tacines.
Une fois la route dégagée, les divisions commandées par Nariño parviennent le 10 mai à la ville de Pasto, dans les faubourgs de laquelle elles affrontent l'armée royaliste. Toutefois, Nariño est blessé et abandonné par l'arrière-garde qui l'a cru mort, ce qui favorise l'attaque royaliste de ses troupes. Nariño, constatant que le gros de l'armée a fui à Popayán, décide après quelques jours de se rendre aux autorités espagnoles.
Le 12 décembre 1814, Simón Bolívar, revenu en Nouvelle-Grenade après l'échec de la Deuxième République du Venezuela et à la tête des troupes des Provinces-Unies composées de fédéralistes et de vénézuéliens, entre dans Santafé de Bogota et force Cundinamarca à intégrer les Provinces-Unies. Le compromis trouvé est que le Cundinamarca s'engage à rejoindre la fédération en échange du déplacement du siège du Congrès des Provinces-Unies de Tunja vers Bogota, qui redevient ainsi la capitale du pays.

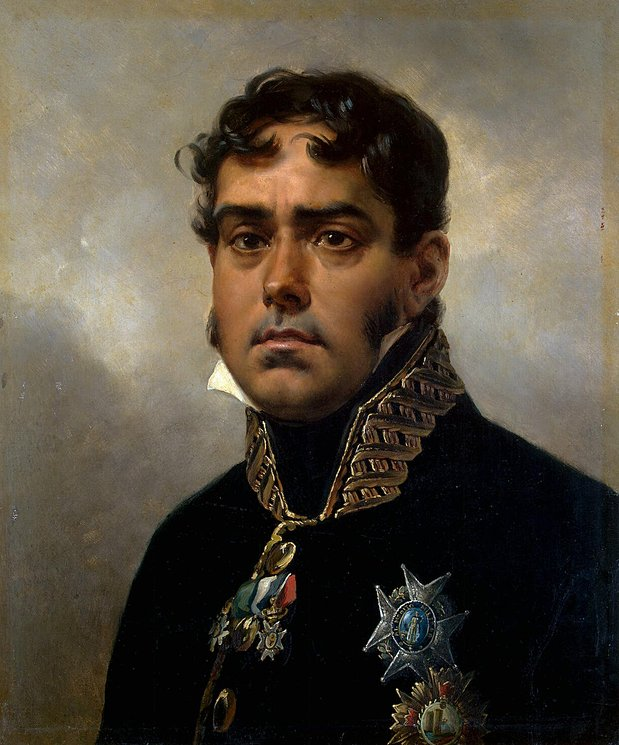
Pablo Morillo, commandant du corps expéditionnaire espagnol chargé de reconquérir la Nouvelle-Grenade.

Après la prise de Santa Fe, Bolívar se dirige vers la côte Atlantique où il doit recevoir des armes et des fournitures de Carthagène des Indes pour prendre Santa Marta puis libérer le Venezuela. Toutefois, le gouvernement carthaginois refuse de le soutenir et Bolívar assiège la ville pendant un mois et demi. Informé de l'arrivée de Pablo Morillo au Venezuela et attaqué par les royalistes à Santa Marta, Bolívar renonce et s'embarque le 9 mai 1815 pour la Jamaïque, tandis que le reste de son armée se défend du siège de Morillo, qui commence le 26 août 1815 et initie la Reconquista.

### Chute de la République
En 1813, la situation des armées napoléoniennes en Europe est devenue intenable. Les guérillas espagnoles et portugaises, soutenues par l'Angleterre, se sont révélées indomptables tandis que la Grande Armée, parvenue jusqu'à Moscou, a été anéantie en 1812 au cours de la désastreuse retraite de Russie. En quelques semaines, de mai à juillet 1813, Joseph Bonaparte et l’armée française reculent jusqu’aux Pyrénées. Napoléon comprend sa défaite et accepte, par le traité de Valençay, le retour de l’ancien roi d’Espagne, Ferdinand VII, dans son royaume. Début 1814, la Catalogne est reconquise par les Espagnols. La guerre d’Espagne s’achève et la campagne de France qui suit mène à la chute de l'empereur français et son exil à l'île d'Elbe.
Sitôt de retour au pouvoir, Ferdinand VII entreprend de reconquérir les colonies espagnoles qui ont fait sécession. En 1815, l'Espagne envoie le plus grand corps expéditionnaire jamais envoyé à l'époque aux Amériques. Le colonel Pablo Morillo, un vétéran de la lutte espagnole contre les Français, est choisi pour la commander. L'ensemble des forces équivaut environ à 10 000 hommes et 60 bateaux.
Le siège de Carthagène des Indes initie la Reconquista du territoire néo-grenadin. Celle-ci est menée sur 3 fronts : Morillo depuis Carthagène, Sebastián de la Calzada depuis le Venezuela, Juan de Sámano depuis Pasto. Elle est achevée dès juin 1816 avec la défaite des patriotes lors de la bataille de la Cuchilla del Tambo.